# Paramythia
Genre
Paramythia est un genre d'oiseaux de la famille des Paramythiidae.

## Liste des espèces
Selon la classification de référence du Congrès ornithologique international (11 avril 2024) (ordre phylogénique) :
- Paramythia olivacea De Vis, 1892 – Paramythie de van Oort
- Paramythia montium van Oort, 1910– Paramythie huppée

## Classification
Le nom valide complet (avec auteur) de ce taxon est Paramythia De Vis, 1892.